# 商店街巡回バス
商店街巡回バス（しょうてんがいじゅんかいバス）は、長崎県五島市福江地区にて運行しているコミュニティバスである。

## 概要
- 運賃は1回200円で、4歳以上小学生以下の子供は100円、3歳以下は無料。
- 土曜・日曜・祝祭日も同じダイヤで運行される。
- 運行は、大波止タクシー、五島タクシー、五島観光タクシー、西海タクシーの4社に委託されている。[1]
  - 4社が1ヶ月交代で運行を担当している。[2]
- ジャンボタクシー用車両を使用しており、巡回バスを名乗るものの実質乗合タクシーである。
- 全区間フリー乗降制を採用しており、運行路線の沿線には停留所を示す物（ポール等）は一切置かれていない。

## 沿革
- 2003年8月21日 - 試行運行開始。

## 路線
福江商店街の中にある本町駐車場を起終点とする、4つの循環路線を運行している。

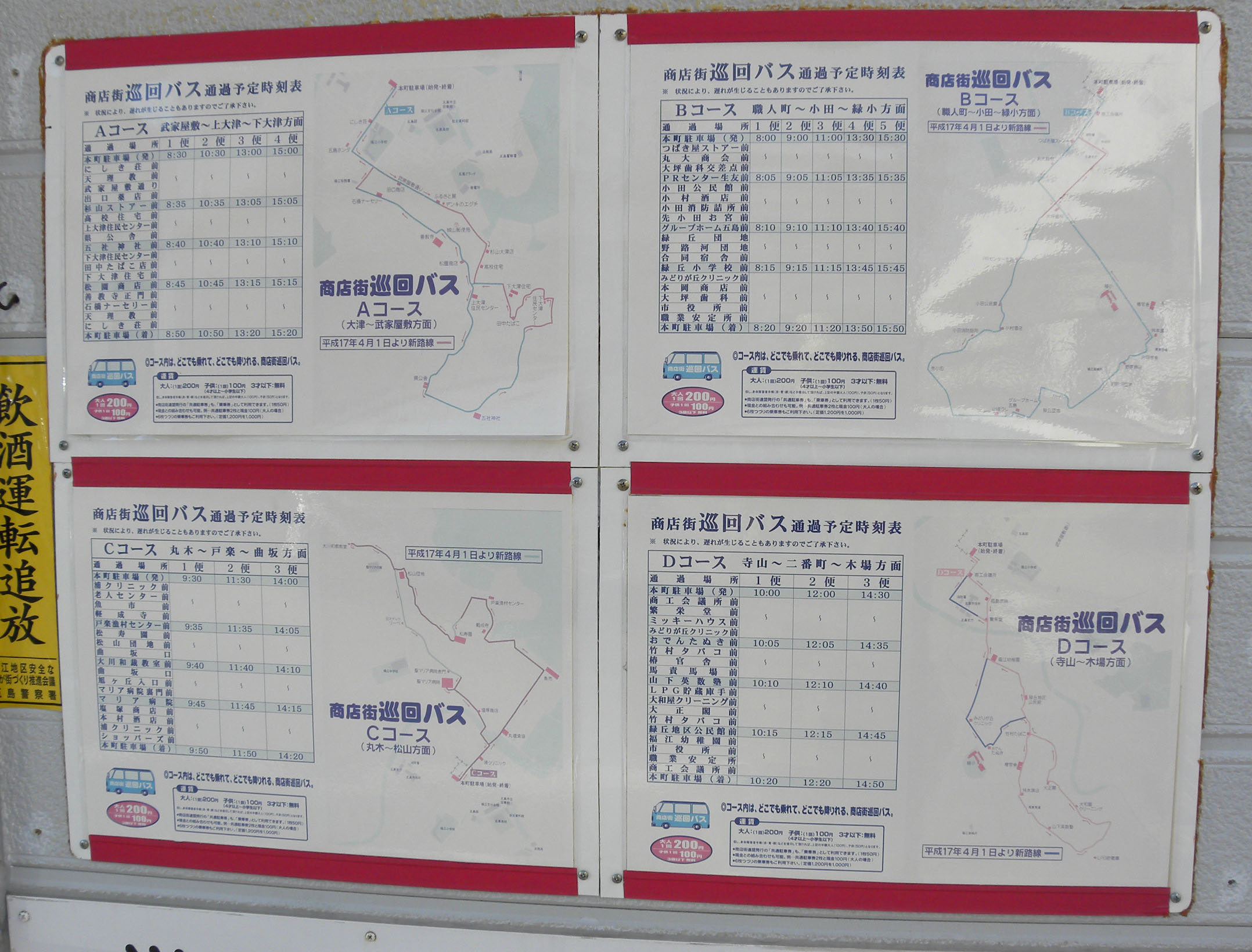
商店街巡回バスの路線図
※本町駐車場の案内所に掲示

- Aコース ： 本町駐車場 - 武家屋敷・上大津・下大津方面  - 本町駐車場
- Bコース ： 本町駐車場 - 職人町・小田・緑小方面  - 本町駐車場
- Cコース ： 本町駐車場 - 丸木・戸楽・曲坂方面  - 本町駐車場
- Dコース ： 本町駐車場 - 寺山・二番町・木場方面  - 本町駐車場

## 車両
- ワゴン車（トヨタ・ハイエースまたは日産・キャラバン）を使用している。

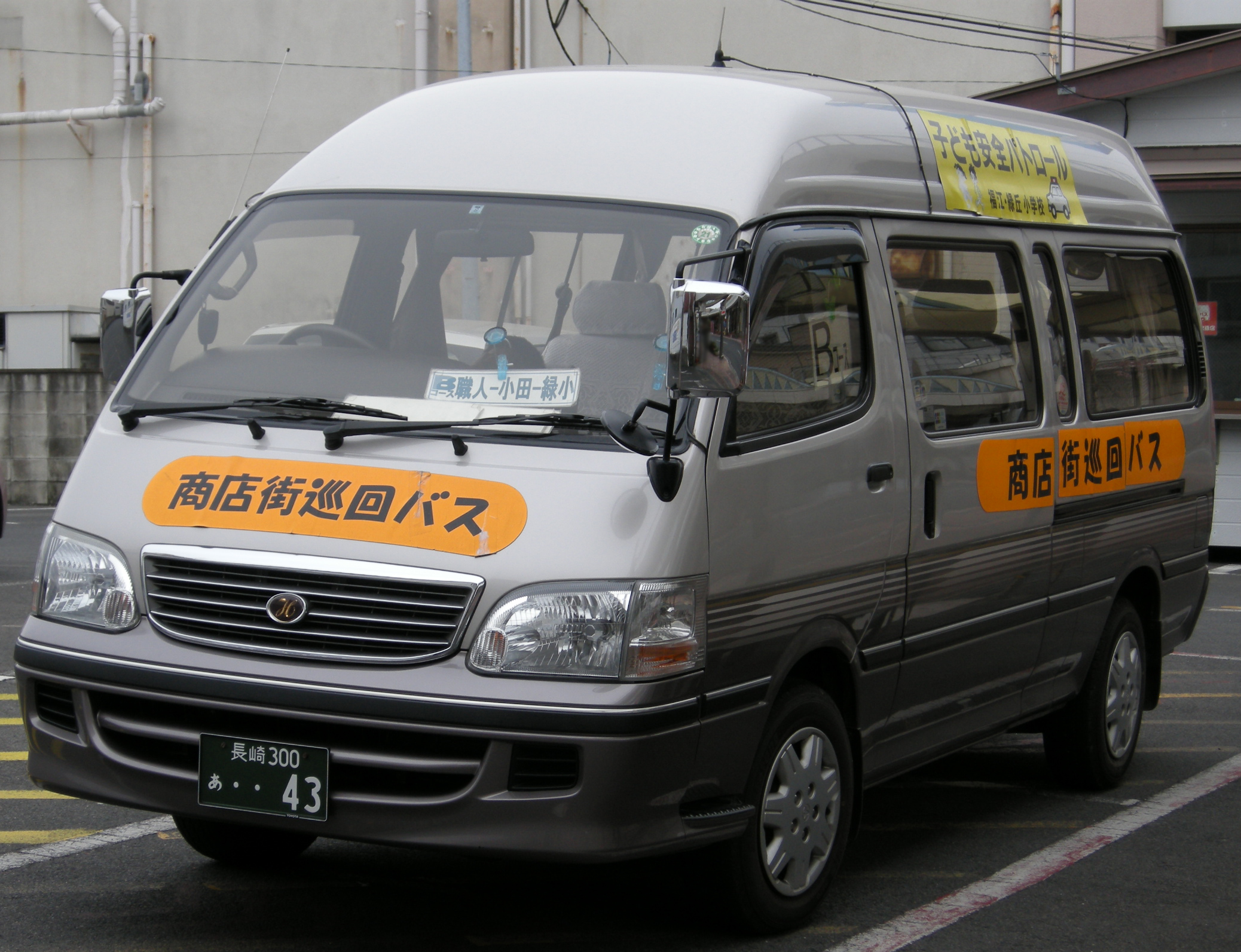
五島タクシーの車両
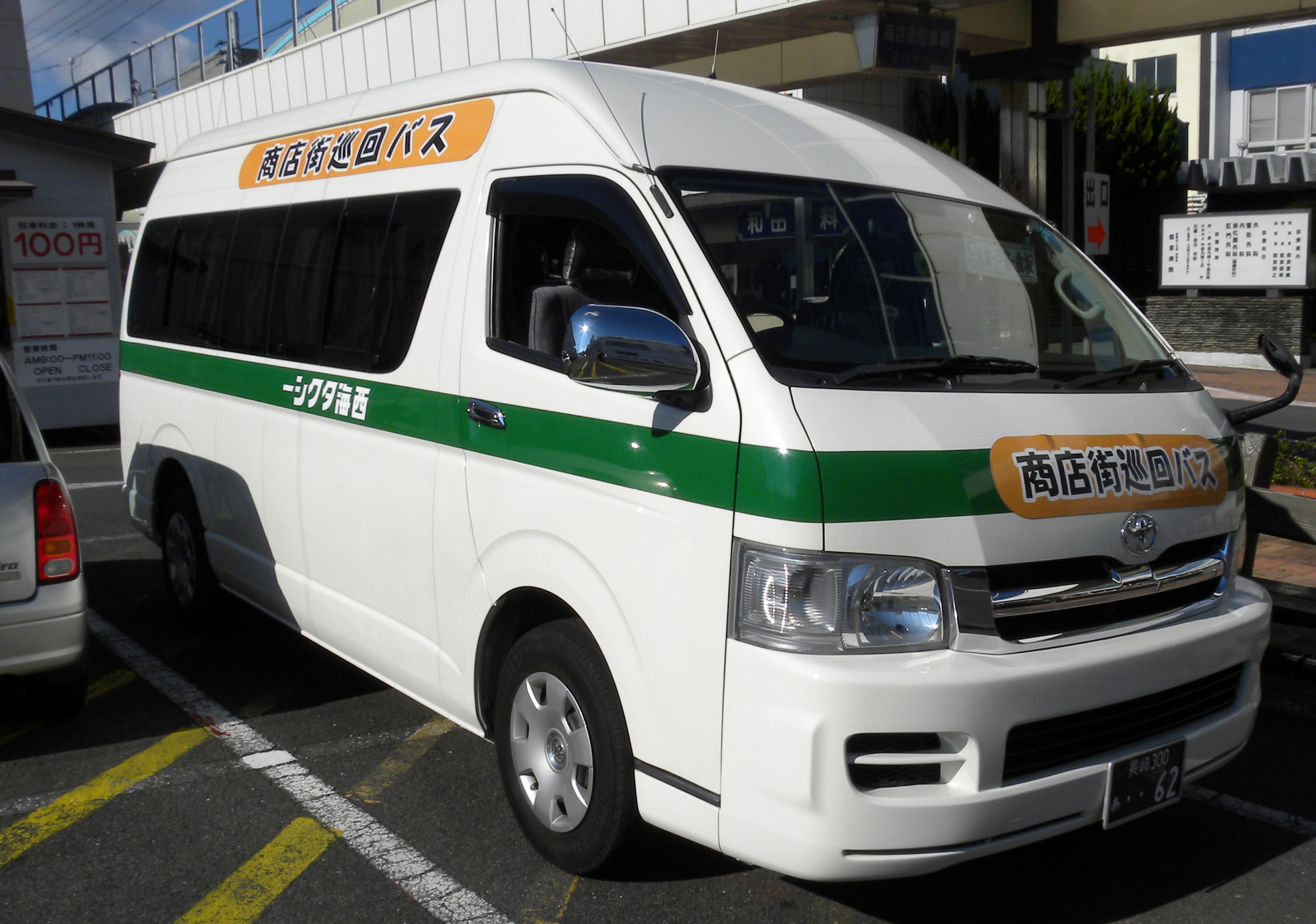
西海タクシーの車両
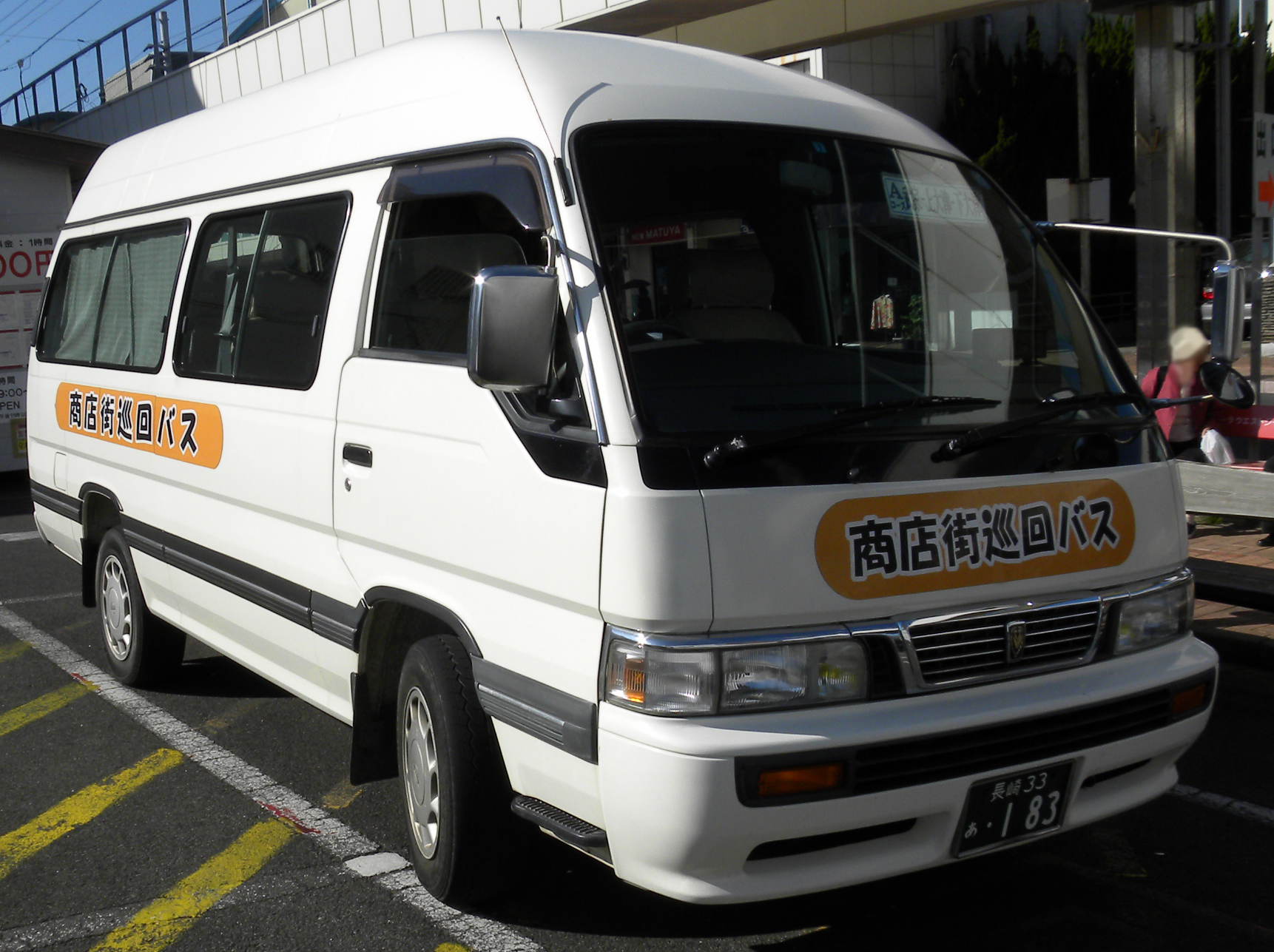
大波止タクシーの車両
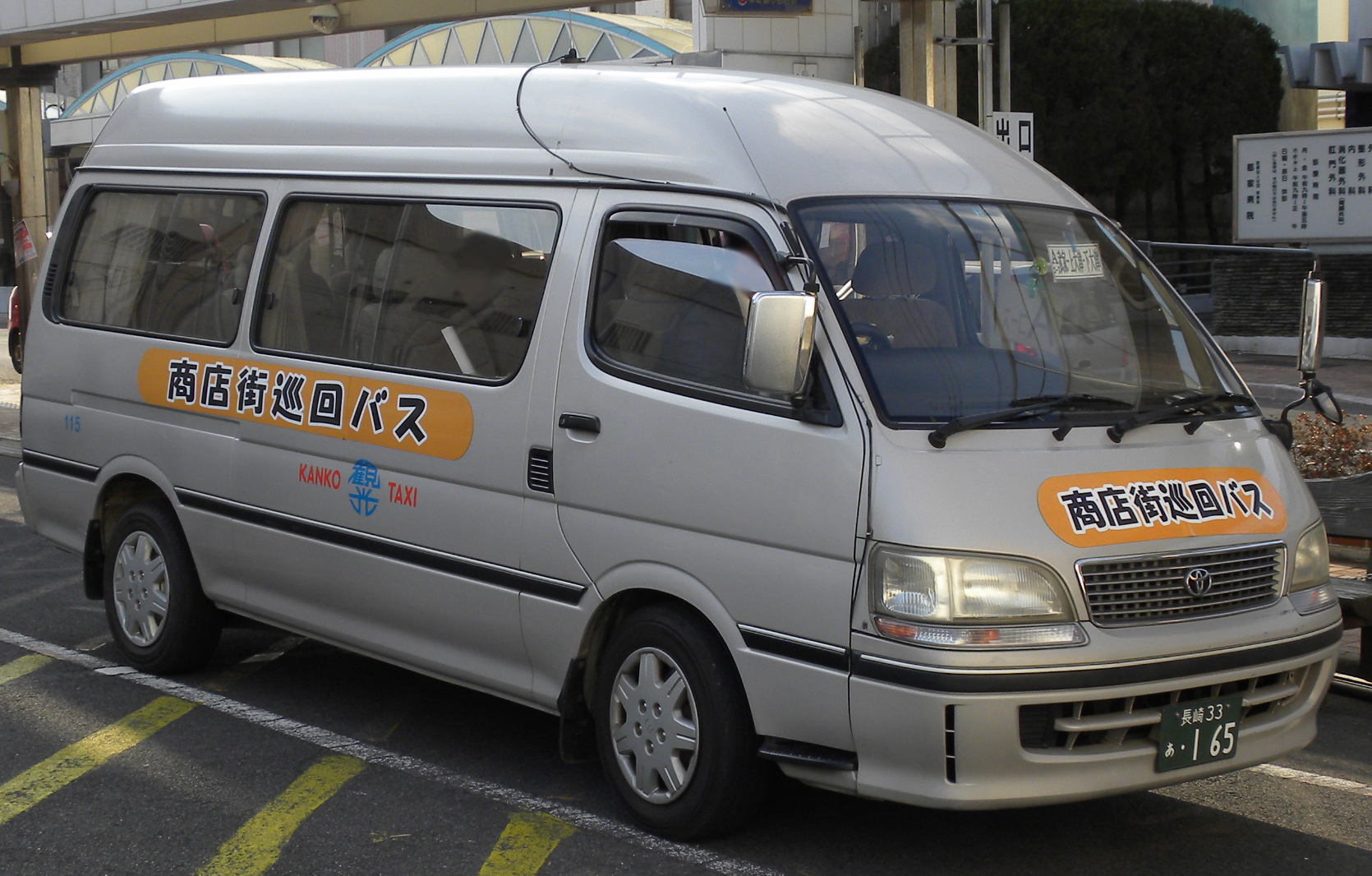
五島観光タクシーの車両